# NGC 2519
NGC 2519 é uma estrela na direção da constelação de Lynx. O objeto foi descoberto pelo astrônomo Gerhard Lohse em 1886, usando um telescópio refrator com abertura de 15,5 polegadas. 